# Sven Schneider
Sven Schneider (* 1972) ist ein deutscher Chemiker (Komplexchemie, Katalyse).
Schneider studierte ab 1993 Chemie an der TU Darmstadt mit dem Diplom 1999 bei Hans-Friedrich Klein. Außerdem war er 1995/96 zu einem Auslandsstudium an der University of Bristol. 2003 wurde er bei Alexander Filippou an der Humboldt-Universität zu Berlin promoviert (Dissertation: Triamidoaminkomplexe des Chrom (II-IV) und Kobalt (II)) und erhielt den Fischer-Nernst-Preis der Universität. Als Post-Doktorand war er bis 2006 bei Tobin Marks an der Northwestern University. Anschließend war er bei Wolfgang A. Herrmann an der TU München, an der er sich 2010 habilitierte (Habilitationsschrift: Small molecule activation by cooperative transition metal amido complexes : mechanistic aspects and perspectives). 2006 erhielt er ein Liebig-Stipendium und wurde in das Emmy-Noether-Programm der DFG aufgenommen. 2009 erhielt er den Förderpreis der Otto-Röhm-Gedächtnisstiftung. Ab 2010 war er Professor (W2) an der Friedrich-Alexander-Universität Erlangen-Nürnberg und ab 2012 Professor (W3) an der Georg-August-Universität Göttingen.
Er forscht an Katalysatoren in Form elektronenreicher Metallkomplexe mit kooperierenden Liganden wie Amiden, die E-H-Bindungen aktivieren (wobei E für Kohlenstoff, Wasserstoff, Stickstoff oder Bor steht). Die Aktivierung von H-H ist ein wichtiger Schritt bei der Hydrierung polarer funktionaler organischer Gruppen wie bei Ketonen. Die Erweiterung auf anorganische Substrate wie B-H ist von Interesse bei neuartigen anorganischen Polymeren oder Amminboranen. Letztere sind von Interesse bei der Chemischen Wasserstoffspeicherung. Ähnliche Katalysatoren können auch die Hydrierung von Aziden zu Ammoniak bewirken (ein Modellsystem für die Ammoniaksynthese unter viel milderen Bedingungen als im Haber-Bosch-Verfahren).
Er entwickelte mit seiner Gruppe aliphatische Pincer-Ligande der Form PNP (für Phosphor-Stickstoff-Phosphor), deren Elektron-Donor-Eigenschaften einfach kontrollierbar sind und die als reversibles Reservoir für Protonen und Elektronen dienen können (Redoxreaktionen).
2010 erhielt er den Chemie-Preis der Akademie der Wissenschaften zu Göttingen für kreative Arbeiten zu neuen Katalysatorsystemen, die das Zusammenwirken von Metall und Ligand nutzen (Laudatio). 2015 erhielt er einen ERC Consolidator Grant.

## Schriften (Auswahl)
- A. Friedrich, M. Drees, J. Schmedt auf der Günne, S. Schneider: Highly Stereoselective Proton/Hydride-Exchange: Assistance of Hydrogen-Bonding for the Heterolytic Splitting of H2,  J. Am. Chem. Soc., Band 131,  2009, S. 17552.
- A. Friedrich, M. Drees, S. Schneider: Ruthenium catalyzed Dimethylamineborane Dehydrogenation: Stepwise Metal Centered Dehydrocyclization,  Chem Eur. J., Band 2009, S. 10339.
- M. Käß, A. Friedrich, M. Drees, S. Schneider: Highly Efficient Ammonian-Borane Dehydrogenation catalyzed by Ruthenium PNP Pincer complexes, Angew. Chem. Band 121, 2009, S.  922; Angew. Chem. Int. Ed., Band 48, 2009, S.  905.
- A. Staubitz, M. Sloan, A. Robertson, A. Friedrich, S. Schneider, P. Gates, J. Schmedt auf der Günne, I. Manners: Catalytic Dehydrocoupling/Dehydrogenation of N-Methylamine-Borane and Ammonia-Borane: Synthesis and Characterization of High Molecular Weight Polyaminoboranes, J. Am. Chem. Soc. Band 132, 2010, S. 13332.
- B. Askevold, J. Torres Nieto, S. Tussupbayev, M. Diefenbach, E. Herdtweck, M. C. Holthausen, S. Schneider: Ammonia formation by metal-ligand cooperative hydrogenolysis of a nitrido ligand, Nature Chemistry, Band 3, 2011, S. 532.
- Felix Schneck, Markus Finger, Moniek Tromp, S. Schneider: Chemical Non-Innocence of an aliphatic PNP Pincer Ligand, Chem. Eur. J., Band 23, 2017, S. 33, Online
- P. Kuijpers, J. I. van der Vlugt, S. Schneider, B. de Bruin: Nitrene Radical Intermediates in Catalytic Synthesis, Chem. Eur. J., Band 23, 2017, S. 13819
- C. Rebreyend, Y. Gloaguen, M. Lutz, J. I. van der Vlugt, I. Siewert, S. Schneider, B. de Bruin: Electrocatalytic Azide Oxidation Mediated by a Rh(PNP) Pincer Complex,  Chem. Eur. J., Band 23, 2017, S. 17438
- B. Schluschaß, J.-H. Borter, S. Rupp, S. Demeshko, C. Herwig, C. Limberg, N. Maciulis, J. Schneider, C. Würtele, V. Krewald, D. Schwarzer, S. Schneider, Cyanate Formation via Photolytic Splitting of Dinitrogen, JACS Au 2021, 1, 879-894.